# Bloqueo naval a Venezuela de 1902-1903
El bloqueo naval a Venezuela fue un incidente diplomático entre fines de 1902 y principios de 1903 en que las marinas de guerra del Imperio británico, el Imperio alemán y el Reino de Italia bloquearon las costas y puertos de Venezuela exigiendo el pago inmediato de las deudas contraídas por el gobierno con las compañías de sus connacionales. El bloqueo naval tuvo su fin con el Protocolo de Washington firmado en esa ciudad el 13 de febrero de 1903. Estados Unidos actuó como mediador al ser un país neutral en la situación. En este protocolo se acordó que Venezuela pagaría a plazos sus deudas con el 30 % de sus ingresos de aduana.
Desde la muerte de Joaquín Crespo en la Mata Carmelera en 1898 Venezuela se había visto privada repentinamente de quien hasta ese momento había sido el regidor de la vida política nacional, dejando con su muerte un vacío de poder que produjo una nueva lucha entre caudillos regionales sobre la sucesión presidencial. Los primeros en alzarse fueron los generales José Manuel Hernández, conocido como el «Mocho» Hernández, y Ramón Guerra, pero ambos son derrotados y es un caudillo de los Andes, Cipriano Castro quien derroca al presidente Ignacio Andrade al triunfar su Revolución Liberal Restauradora. Al poco tiempo de iniciar su gobierno Castro se encuentra en pugna con los viejos caudillos que aspiraban derrocar a Andrade y ahora buscan hacer lo mismo al presidente tachirense, pero también se enemista con las grandes compañías transnacionales por sus drásticas medidas económicas. Una de esas compañías, la New York & Bermúdez Company, financia la rebelión de los caudillos que habían sido vejados y apartados de la vida política por Castro. Esta rebelión, llamada por sus organizadores la Revolución Libertadora se convirtió en la guerra civil más sangrienta habida en el país desde la Guerra Federal.
En el ámbito económico se destaca la deuda externa contraída por la nación por la construcción de la red ferroviaria, en especial la del Gran Ferrocarril de Venezuela o Ferrocarril Alemán, por orden y concesión del presidente Antonio Guzmán Blanco a Friedrich Alfred Krupp en 1887. Por otra parte, el mercado internacional del café estaba sometido a fuertes fluctuaciones, pero era el aromático venezolano (Coffea arabica) uno de los productos bandera de la economía local que catapultó al país al segundo lugar entre los países exportadores detrás del Brasil.
Mientras Venezuela se hallaba sumergida en conflictos internos, los Estados Unidos de América habían aumentado notablemente su poder después de haber derrotado a España en 1898, acabando de forma definitiva con su imperio en el continente americano. Adicionalmente, adquirieron Cuba y Puerto Rico, ambas islas de un gran valor económico y estratégico fundamentales para el control del mar Caribe.

## Inicio del bloqueo

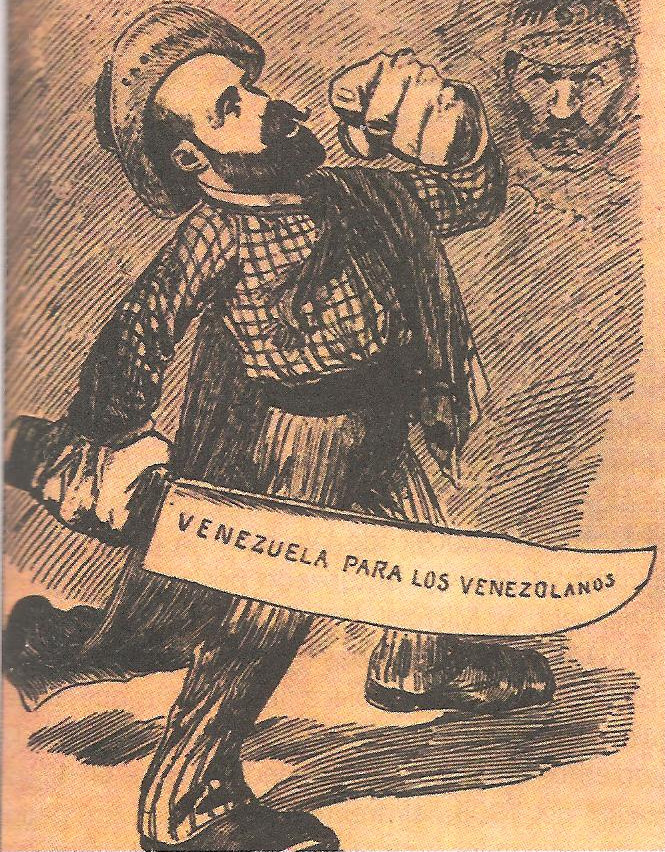
Caricatura publicada en la prensa venezolana durante la crisis política. Cipriano Castro, con un machete que dice "Venezuela para los venezolanos", con Guillermo II de Alemania en el fondo.

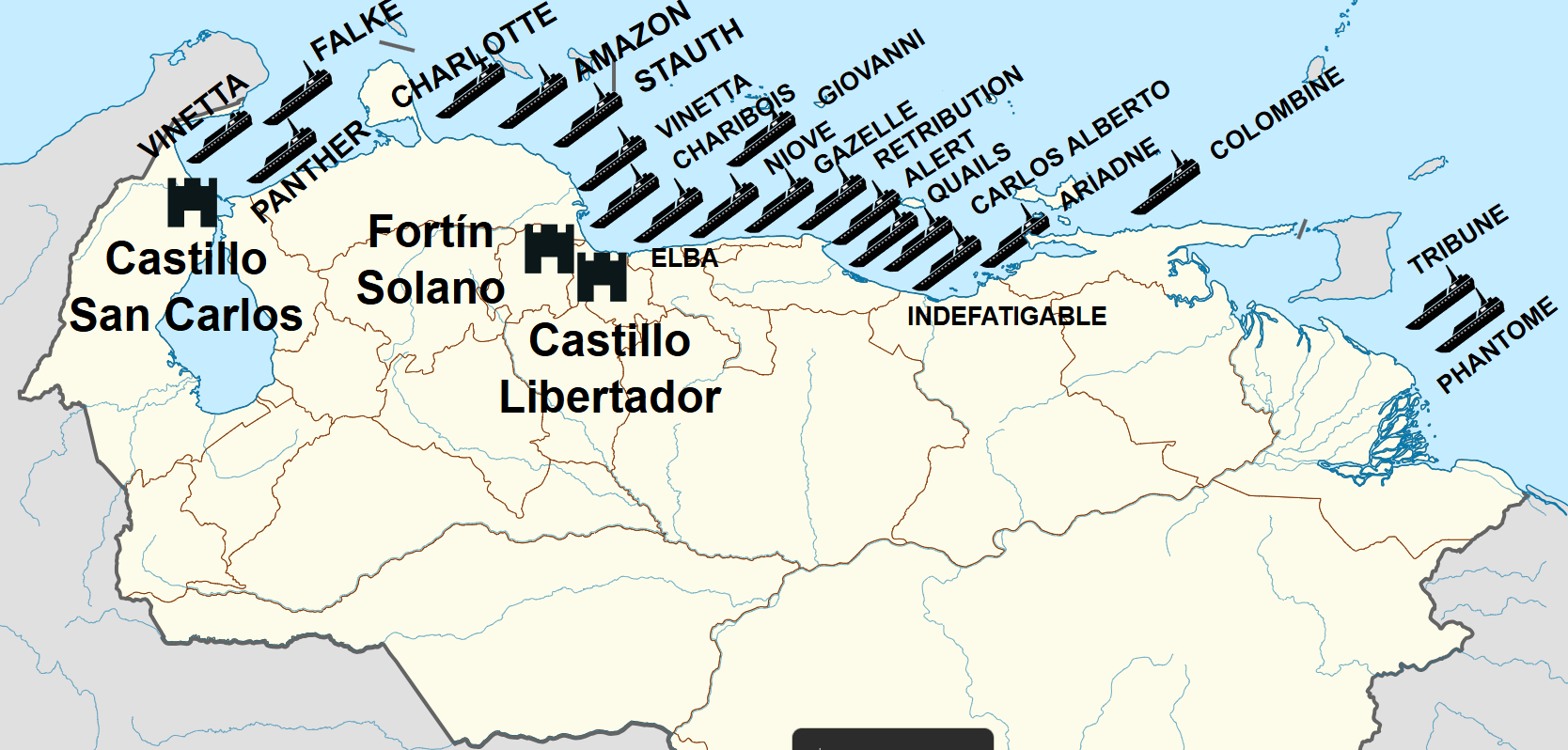
Mapa de los buques extranjeros involucrados en el bloqueo y de las fortificaciones venezolanas.

Mientras continuaba la persecución de los caudillos dispersos de la Revolución Libertadora tras ser derrotados en la batalla de La Victoria en noviembre de 1902, Reino Unido, Alemania, Italia y otras potencias extranjeras reclamaron la inmediata cancelación de los daños sufridos por sus súbditos en Venezuela durante los últimos años de guerra civil. También reclamaban el cumplimiento por parte del gobierno del pago de las deudas de gobiernos anteriores al de Castro. El cobro de estas deudas hace crisis en diciembre de 1902, cuando se llevó a cabo el conocido bloqueo a las costas venezolanas como un clásico ejemplo de la diplomacia de cañonero aplicada por las grandes potencias de la época.

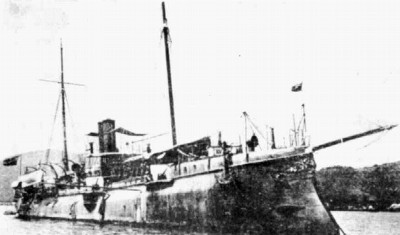
Cañonero Bolívar

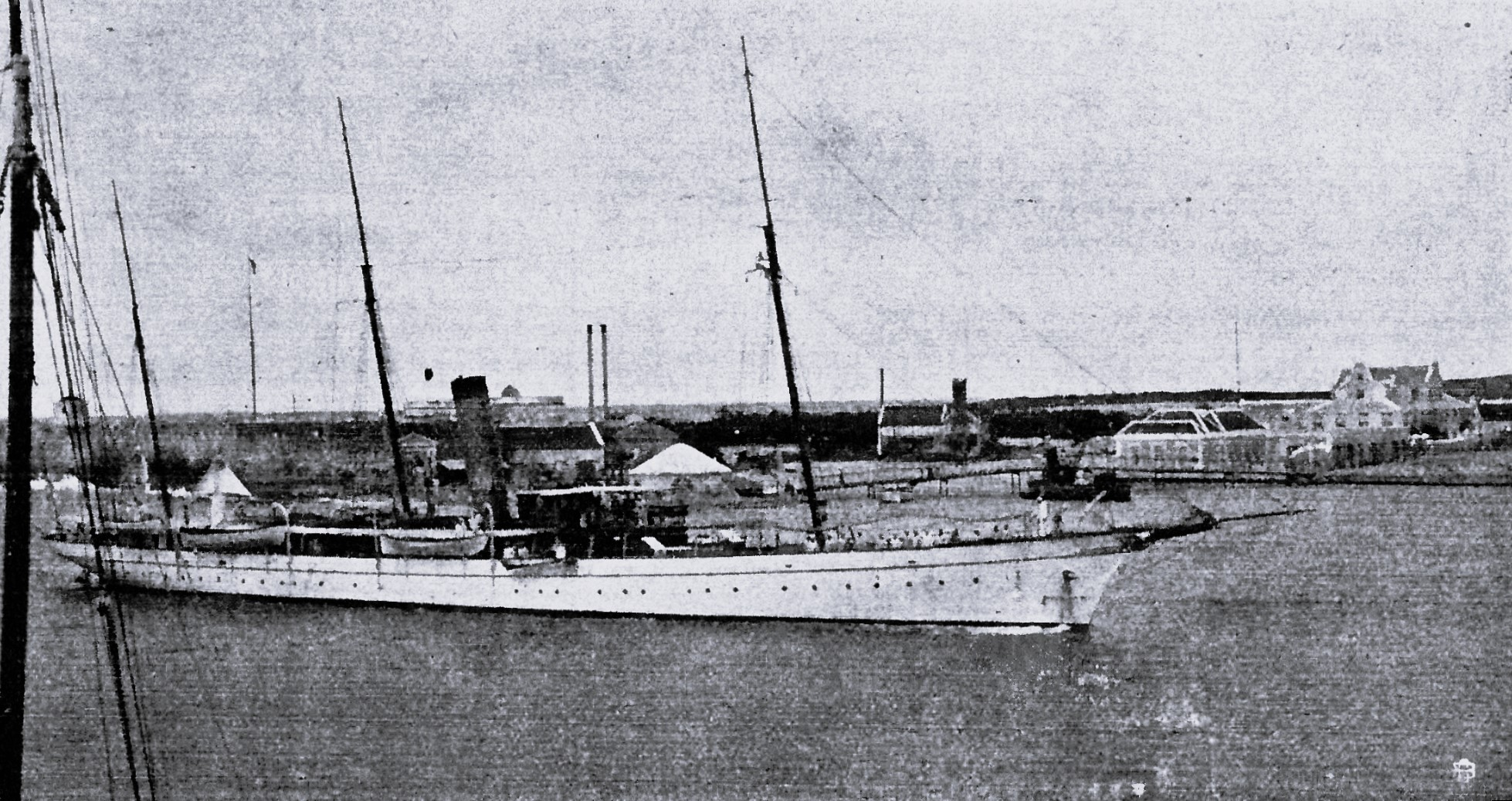
Restaurador en Curaçao

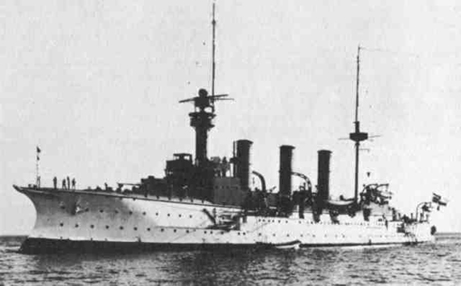
Crucero SMS Vineta en 1904

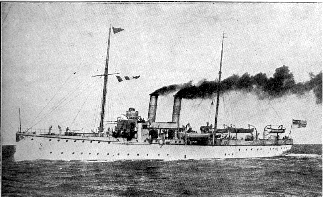
El cañonero SMS Panther, de la marina imperial alemana, que fue repelido por las baterías del castillo San Carlos durante el bloqueo.

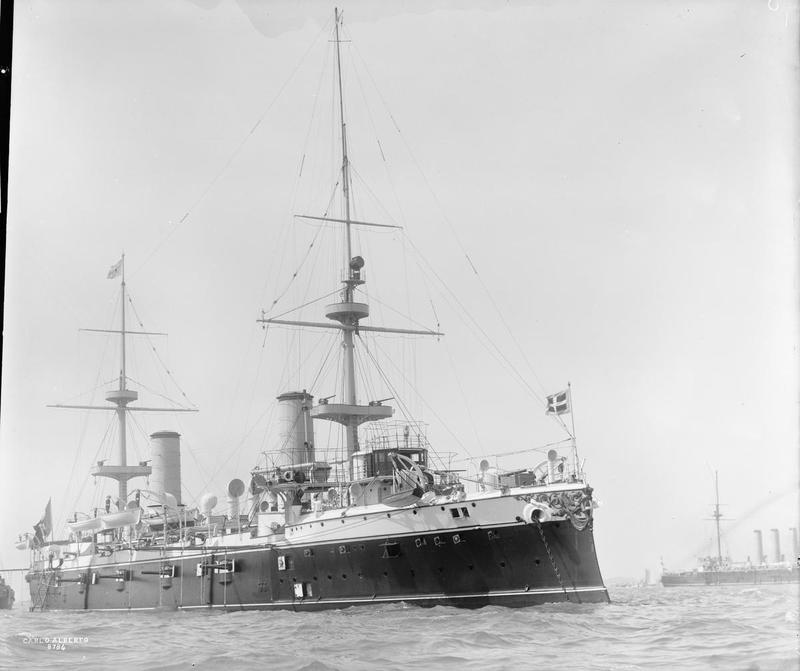
Crucero italiano Carlo Alberto en 1902

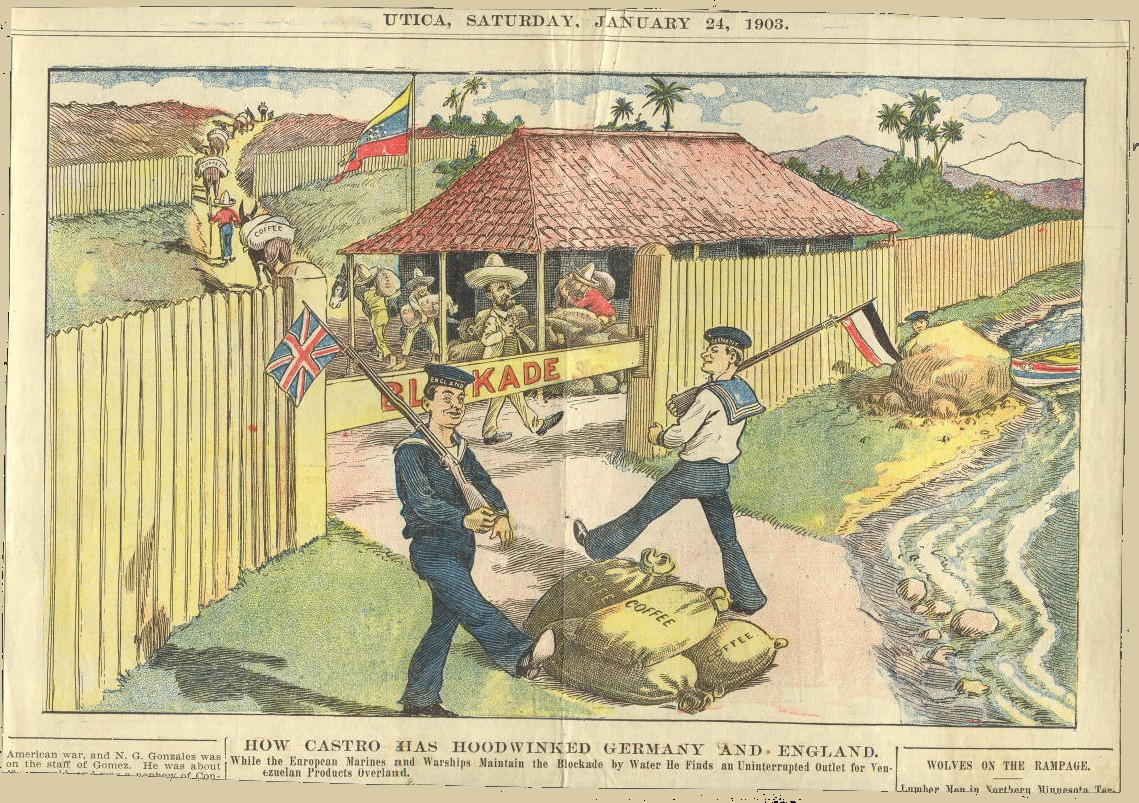
Caricatura del bloqueo de la revista estadounidense Utica.

La pequeña marina de guerra venezolana no opuso ninguna resistencia al no estar a la altura de las circunstancias. Estaba compuesta por buques en su mayoría de procedencia civil, armados con cañones y lanzatorpedos para uso militar. En total eran diez «cañoneros» en servicio: Bolívar, Miranda, Monagas, Federación, Augusto, Ossum, Totumo, General Crespo, Margarita y Restaurador. A esta pequeña flota se le sumaban el transporte Zamora y el remolcador Zumbador. Los cañoneros Totumo y General Crespo fueron remolcados a mar abierto por los alemanes y hundidos el 10 de diciembre. Marinos armados del acorazado británico HMS Retribution abordan el Ossum y el Margarita, destruyéndoles las máquinas. El Capitán del crucero SMS Gazelle, Titus Türk, aborda la vieja cañonera Restaurador en el puerto de Guanta el 11 de diciembre de 1902. Arresta a la tripulación y convierte el buque en el SMS Restaurador al servicio de la Marina Imperial Alemana (Kaiserliche Marine). Sin flota para enfrentar a los agresores, el presidente Castro se defiende con retumbante proclama: «¡La planta insolente del Extranjero ha profanado el sagrado suelo de la Patria!» Su eco se refleja en la Doctrina Drago, suscrita por el ministro de Relaciones Exteriores argentino de la época, Luis María Drago, mediante la cual argumenta la ilegalidad del cobro violento de las deudas por parte de las potencias más importantes de la tierra en detrimento de la soberanía, estabilidad y dignidad de los Estados débiles.
Ante esta situación, Castro ordena la preparación general del ejército para responder a la desigual confrontación y aumenta su plataforma política mediante un oportuno acercamiento a su principal opositor el «Mocho» Hernández y a su Partido Liberal Nacionalista. En las principales ciudades del país se producen ruidosas manifestaciones de apoyo al «restaurador», en lo que se considera como una importante evidencia de nacionalismo antiimperialista. Incluso pacifistas como el Doctor José Gregorio Hernández se enrolan como voluntarios. Aunque transitorio, el movimiento popular fortalece al Gobierno e influye en el sesgo que, en breve, toman los acontecimientos. La opinión política y el presidente se aproximan al Gobierno norteamericano invocando la Doctrina Monroe, cuando aumentan los rumores en relación con el interés británico y alemán de asentar fuerzas permanentes en territorio venezolano. Sin embargo el presidente Theodore Roosevelt solo se ofrece como mediador en el conflicto.
Entre los días 12, 13 y siguientes, el crucero protegido inglés de clase Astrea HMS Charybdis y el crucero alemán SMS Vineta bombardearon con extrema precisión el castillo Libertador y el fortín Solano de Puerto Cabello destruyendo sus cañones. Pocos días después, a la escuadra anglo-germana se unieron tres buques de la armada italiana para servir a la expedición en tareas de acompañamiento logístico. El crucero italiano Elba fue el primero en llegar en frente de la costa de La Guaira el 16 de diciembre y el día siguiente llegaron el crucero armado Giovanni Bausan y el crucero acorazado Carlo Alberto. Italia fue encargada del bloqueo del puerto de Vela de Coro (Estado de Falcón).
También se unieron al bloqueo buques de Holanda, Bélgica y España.
Durante el bloqueo y en los meses siguientes, un movimiento popular de respaldo a Cipriano Castro se hace sentir en Latinoamérica, pero solo un Gobierno protesta de manera expresa ante lo acontecido: la República Argentina, por intermedio de su canciller, Luis María Drago, expide el 29 de diciembre de 1902 un documento doctrinal sobre la ilegalidad del cobro violento de una deuda, ejercido por grandes potencias en detrimento de Estados pequeños, en su punto final se lee “En una palabra, el principio que quisiera ver reconocido es el de que la deuda pública no puede dar lugar a la intervención armada, ni menos a la ocupación material del suelo de las naciones americanas por una potencia europea”..
El sábado 17 de enero de 1903, el cañonero SMS Panther apoyado por el crucero ligero SMS Falke, ambos de la marina imperial alemana (Kaiserliche marine), persiguen a una goleta mercante que había burlado el bloqueo e intentan pasar por la barra del Lago de Maracaibo desprovista de balizaje ya que los venezolanos habían retirado las boyas del canal de navegación. El capitán del Panther al no conocer la batimetría de aguas someras del sitio, encalló el buque cerca del castillo de San Carlos de la Barra, quedando a tiro de los cañones de la fortaleza zuliana. De inmediato empezó un duelo de artillería entre las baterías del castillo y los buques invasores denominado popularmente como «la Cañonera». Los artilleros venezolanos Manuel Quevedo y Carlos José Cárdenas con un cañón Krupp de 80 mm, (que por coincidencia era de fabricación alemana) lograron hacer varios impactos en el Panther, averiándolo de consideración.[cita requerida] En esta acción resultaron seis heridos en el castillo San Carlos.
El martes, 20 de enero de 1903, llega procedente de Puerto Cabello, el crucero protegido SMS Vineta en auxilio del Panther, para realizar al día siguiente un bombardeo de ocho horas de duración al indefenso pueblo de San Carlos ocasionando cerca de 40 muertos. Poco después, el Panther logra salir del área.

## Consecuencias

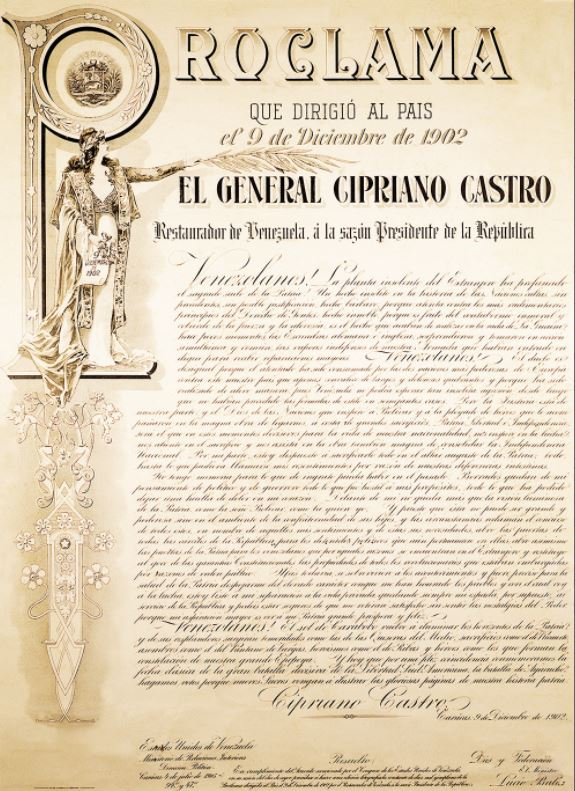
Proclama de Cipriano Castro ante el bloqueo naval.

Las consecuencias del bloqueo naval se manifestaron en un incremento de la influencia norteamericana en la América Latina mediante la promulgación del Corolario Roosevelt de 1904, una sustancial enmienda a la Doctrina Monroe por parte del presidente de los Estados Unidos Theodore Roosevelt. El corolario establecía que los Estados Unidos podían intervenir en los asuntos internos de países latinoamericanos si cometían faltas flagrantes y crónicas.
En 1908 tras la ascensión al poder de Juan Vicente Gómez, las relaciones internacionales rápidamente mejoraron, en especial con los Estados Unidos que enviaron a las costas venezolanas, a petición del mismísimo Gómez, los acorazados USS Maine, USS Des Moines y al crucero acorazado USS North Carolina y el crucero USS Dolphin, para someter cualquier revuelta interna, oportunidad que aprovecharon los estadounidenses para disuadir una nueva incursión naval europea en Venezuela y reafirmar la Doctrina Monroe.

## Historiografía
- Kontreadmiral z. D. Scheder-Bieschin: Die Blockade von Venezuela 1902/03. Ein Gedenkblatt nach 25 Jahren, en: Marine-Rundschau, Tomo 32, 1927, p. 542-558.
- Ragnild Fiebig-von Hase: Lateinamerika als Konfliktherd der deutsch-amerikanischen Beziehungen 1890-1903. Vom Beginn der Panamerikapolitik bis zur Venezuelakrise von 1902/03, 2 Tomos, Göttingen 1986.